# Funsho Bamgboye
Funsho Ibrahim Bamgboye (Lagos, 9 gennaio 1999) è un calciatore nigeriano, attaccante dell'Hatayspor.

## Caratteristiche tecniche
Nel periodo in cui ha giocato nell'Under-17 è stato ritenuto uno degli attaccanti nigeriani migliori della propria generazione, il suo ruolo è quella di ala destra ma secondariamente viene impiegato pure come ala sinistra. Rapido e reattivo nei movimenti, il suo piede forte è il destro, talvota usa anche il piede opposto, calcia con potenza, inoltre in chiave offensiva si distingue per il suo movimento senza pazza, il suo senso della posizione gli permette di muoversi bene negli spazi liberi.

## Carriera

### Club

#### Haladás
Nativo di Lagos, gioca nelle giovanili dell'Aspire Academy Senegal fino al 2012, quando è scoperto dagli osservatori dell'associazione Aspire Football Dreams, che gli conferiscono una borsa di studio. Bamgboye si qualifica come uno dei primi tre calciatore della sua fascia d'età in un gruppo selezionato dalla Nigeria. Nel corso dei suoi anni nel vivaio, consente alla propria formazione di vincere il torneo Alkass International Cup svoltosi in Qatar, battendo in finale i pari età del Real Madrid ai calci di rigore nella finale.
Si fa notare anche nell'aprile del 2015, in un altro torneo internazionale per Under-16 in Spagna, superando squadre come Villarreal e Siviglia.
Nel 2016 è stato acquistato dall'Haladás. Ha esordito in prima squadra il 25 febbraio 2017 disputando l'incontro di Nemzeti Bajnokság I perso 2-0 contro l'Újpest. Il 21 luglio del 2018 realizza il suo primo gol in Ungheria nel match perso 3-2 con l'Honvéd.Segna una rete nel pareggio per 1-1 contro il Paks, inoltre è autore di una doppietta sconfiggendo per 3-2 l'Újpest.

#### MOL Fehérvár e Rapid Bucarest
Nel 2019 inizia a militare nel MOL Fehérvár, nella sua prima stagione con la squadra, in campionato, segna un gol sconfiggendo per 3-0 il Kaposvár e realizza una rete battendo per 4-1 il Puskás Akadémia, mentre nella Coppa di Ungheria sigla un gol nella vittoria 5-0 contro lo Zalaegerszegi. Nell'edizione 2020-2021 del campionato segna sette gol, realizza una doppietta sconfiggendo per 3-0 il Kisvárda ripetendosi poi nel successo per 5-0 contro l'Újpest, l'ultima rete la segna ai danni del Mezőkövesd-Zsóry vincendo per 3-1.
Veste, nel 2023, la maglia del Rapid Bucarest, segna il suo primo gol nel pareggio per 1-1 contro il Farul Costanza oltre a realizzare una doppietta battendo per 5-1 il FCSB. Nell'edizione 2023-2024 del campionato turco segna due reti nel pareggio per 2-2 contro l'UTA Arad, realizza un gol anche contro l'U Craiova vincendo per 2-0, con lo stesso risultato si conclude il match vinto contro il FCSB dove Bamgboye segna la sua ultima rete.

#### Hatayspor
A partire dal 2024 inizia a giocare per il l'Hatayspor, segna il suo primo gol in campionato battendo per 3-1 il Gaziantep FK.

### Nazionale
Nell'ottobre del 2015, Bamgboye è inserito nella nazionale nigeriana Under-17 per partecipare al campionato del mondo in Cile. Gioca cinque incontri, segnando il gol del definitivo 2-0 nella finale col Mali che consente alla Nigeria di vincere la rassegna.
La Nigeria manca l'accesso alla Coppa d'Africa Under-20 nel 2017 non avendo superato le qualificazione, dove Bamgboye segna un solo gol, nella sconfitta per 4-3 contro il Sudan che non ha impedito l'eliminazione della nazionale nigeriana.

## Statistiche
Statistiche aggiornate al 26 febbraio 2019.

### Presenze e reti nei club
| Stagione        | Squadra         | Campionato      | Campionato | Campionato | Coppe nazionali | Coppe nazionali | Coppe nazionali | Coppe continentali | Coppe continentali | Coppe continentali | Altre coppe | Altre coppe | Altre coppe | Totale | Totale | Totale |
| Stagione        | Squadra         | Comp            | Pres       | Reti       | Comp            | Pres            | Reti            | Comp               | Pres               | Reti               | Comp        | Pres        | Reti        | Pres   | Reti   |        |
| --------------- | --------------- | --------------- | ---------- | ---------- | --------------- | --------------- | --------------- | ------------------ | ------------------ | ------------------ | ----------- | ----------- | ----------- | ------ | ------ | ------ |
| 2016-2017       | Haladás         | NB1             | 3          | 0          | CU              | 0               | 0               |                    | -                  | -                  |             | -           | -           | 3      | 0      |        |
| 2017-2018       | Haladás         | NB1             | 2          | 0          | CU              | 0               | 0               |                    | -                  | -                  |             | -           | -           | 2      | 0      |        |
| 2018-2019       | Haladás         | NB1             | 22         | 2          | CU              | 2               | 0               |                    | -                  | -                  |             | -           | -           | 24     | 2      |        |
| Totale carriera | Totale carriera | Totale carriera | 27         | 2          |                 | 2               | 0               |                    | -                  | -                  |             | -           | -           | 29     | 2      |        |

## Palmarès

### Nazionale
- Campionato mondiale Under-17: 1

Cile 2015